# ScienceDirect
ScienceDirect est un site web géré par l'éditeur Elsevier. Lancée en mars 1997, la plateforme permet d'accéder à plus de 3 800 revues académiques qui forment plus de 14 millions de publications scientifiques revues par des pairs.
Les revues sont réparties en quatre sections : Physical Sciences and Engineering, Life Sciences, Health Sciences et Social Sciences and Humanities. Les résumés de la plupart des articles sont accessibles gratuitement alors que le texte intégral (en PDF et, pour certains, en HTML) est généralement accessible moyennant une inscription ou un pay-per-view. Pour certains journaux, le texte intégral des archives est accessible gratuitement après une période d'embargo (de l'ordre de quatre ans).